# Елнора (Індіана)
Елнора (англ. Elnora) — місто (англ. town) в США, в окрузі Дейвісс штату Індіана. Населення — 631 особа (2020).

## Географія
Елнора розташована за координатами 38°52′34″ пн. ш. 87°5′5″ зх. д. / 38.87611° пн. ш. 87.08472° зх. д. (38.876136, -87.084845).  За даними Бюро перепису населення США в 2010 році місто мало площу 2,45 км², уся площа — суходіл.

## Демографія
Згідно з переписом 2010 року, у місті мешкало 640 осіб у 249 домогосподарствах у складі 164 родин. Густота населення становила 261 особа/км².  Було 308 помешкань (125/км²).
Расовий склад населення:
| - 96,9 % — білих - 0,6 % — азіатів - 0,5 % — чорних або афроамериканців - 0,3 % — корінних американців |

До двох чи більше рас належало 1,4 %. Частка іспаномовних становила 1,7 % від усіх жителів.
За віковим діапазоном населення розподілялося таким чином: 26,9 % — особи молодші 18 років, 56,7 % — особи у віці 18—64 років, 16,4 % — особи у віці 65 років та старші. Медіана віку мешканця становила 39,4 року. На 100 осіб жіночої статі у місті припадало 87,1 чоловіків;  на 100 жінок у віці від 18 років та старших — 89,5 чоловіків також старших 18 років.
Середній дохід на одне домашнє господарство  становив 48 587 доларів США (медіана — 33 750), а середній дохід на одну сім'ю — 53 761 долар (медіана — 42 500). За межею бідності перебувало 28,7 % осіб, у тому числі 52,0 % дітей у віці до 18 років та 13,5 % осіб у віці 65 років та старших.
Цивільне працевлаштоване населення становило 258 осіб. Основні галузі зайнятості: виробництво — 16,3 %, роздрібна торгівля — 15,5 %, освіта, охорона здоров'я та соціальна допомога — 14,3 %.